# Szabadegyháza
Szabadegyháza (ehemals Szolgaegyháza) ist eine ungarische Gemeinde im Kreis Gárdony im Komitat Fejér.

## Geografische Lage
Szabadegyháza liegt fünfzehn Kilometer südöstlich der Kreisstadt Gárdony und gut acht Kilometer südwestlich der Stadt Pusztaszabolcs. Nachbargemeinden sind Sárosd, Zichyújfalu, Perkáta und Seregélyes.

## Geschichte
Der Ort hieß ehemals Szolgaegyháza und bekam 1948 den heutigen Namen Szabadegyháza. Im Jahr 1907 gab es in der damaligen Kleingemeinde Szolgaegyháza 110 Häuser und 850 Einwohner auf einer Fläche von 3680 Katastraljochen. Sie gehörte zur damaligen Zeit zum Bezirk Sárbogárd im Komitat Fejér.

## Gemeindepartnerschaften
- Corund (Harghita), Rumänien
- Thiverny, Frankreich

## Sehenswürdigkeiten
- 1848er-Denkmal (Pro Patria - 1848-as emlékmű)
- Arboretum
- Freiheitsstatue (Szabadság-szobra)
- Römisch-katholische Kirche Szűz Mária neve, erbaut 1938–1946

## Verkehr
Durch Szabadegyháza verläuft die Landstraße Nr. 6209, nördlich der Gemeinde die Hauptstraße Nr. 62. Der Ort ist angebunden an die Eisenbahnstrecke von Pusztaszabolcs nach Dombóvár. Weiterhin bestehen Busverbindungen über Seregélyes nach Székesfehérvár sowie über Perkáta nach Dunaújváros.

## Bilder

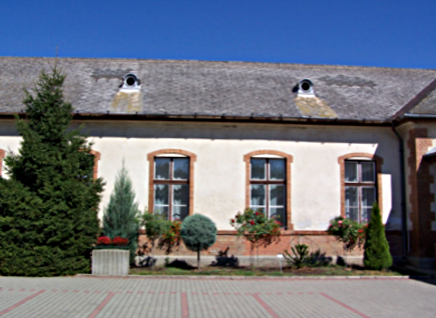
Hof im Arboretum
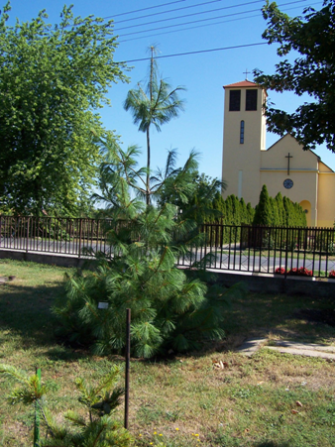
Tränen-Kiefer im Arboretum, im Hintergrund die röm.-kath. Kirche
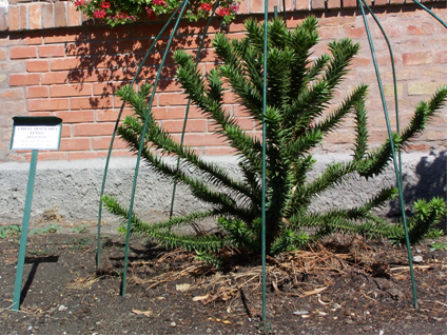
Chilenische Araukarie im Arboretum